# Єровоам II
Єровоам II (івр. ירבעם) — цар Ізраїльського царства у 781–742 р. до н. е. та вважається останнім значущим царем північного царства Ізраїль.

## Життєпис
Єровоаму II вдалося відновити старі кордони Ізраїля у найбільшій його протяжності. У той час сирійське царство було у занепаді. Проте сучасні йому пророки Осія та Амос голосно виступали проти нечестя і беззаконня, що процвітали при спокійній внутрішньополітичній обстановці. Через Амоса Бог сповістив погибель що наближається для дому Єровоама та падіння царства ізраїльського (Ам. 7:9-11). Царювання Єровоама II тривало 41 рік (4Цар 14:23). Після нього на престол вступив його син, Захарія , однак царював тільки 6 місяців, і незабаром після нього царство Ізраїльське було зруйновано ассирійськими царями Шульману-ашаредом V і його наступником Шаррукіном II.